# Malika Kishino
Malika Kishino (岸野 末利加), Kishino Marika, née le 16 juillet 1971 dans l'arrondissement Sakyō-ku de Kyoto, est une compositrice japonaise.

## Carrière
Malika Kishino naît en 1971 à Kyoto, fille du chef du temple bouddhiste Senshu-ji de la secte Jōdo-shū. Elle étudie d'abord le droit et est diplômée en 1994. Après avoir déménagé à Paris en 1995, elle étudie la composition auprès de Yoshihisa Taira à l’école normale de musique de Paris dont elle est diplômée en 1998. De 1999 jusqu'en 2003, elle étudie auprès de Robert Pascale au Conservatoire national supérieur de musique et de danse de Lyon et obtient en 2003 son diplôme national d’études supérieures musicales ; elle achève en 2004-05 un cours de formation musicale à l'IRCAM à Paris. Elle réside depuis 2006 à Cologne en Allemagne.
Elle est lauréate du prix du 70e concours de musique du Japon (2001), du premier prix du concours du Groupe de recherche appliquée en musique électroacoustique (GRAME) et de l'Ensemble Orchestral Contemporain (EOC) à Lyon (2006). Compositeur en résidence à l’académie Schloss Solitude à Stuttgart (2008/2009). Bousier de Landesregierung Nordrhein–Westfalen. (2010 / 2011), Künsterdorf Schreyahn (2011), Djerassi artists programme (Oshita fellowship) / USA (2011).
Ses pièces pour l´instrument et dispositif électronique sont réalisées par des instituts tels que Technische Universität Berlin(2006), Groupe de recherche appliquée en musique électroacoustique (GRAME) (2007–2008), Experimentalstudio für akustische Kunst. e.V de Freiburg (2007–2010), Zentrum für Kunst und Medientechnologie Institute für Musik und Akustik (ZKM) (2008), Le Groupe de Recherches Musicales (l´Ina GRM) (2009).
Les œuvres de Malika Kishino sont interprétées par des ensembles et des solistes de renom, notamment l´orchestre national de lyon, Orchestre Philharmonique de Radio France, Deutsches Symphonie-Orchester Berlin, Orchestre symphonique national de la RAI, Hr-Sinfonieorchester, Orchestre symphonique de Bochum, Tokyo Philhaomonic Chorus, Chorwerk Ruhr, Oslo Symphoniette, l'Ensemble Orchestral Contemporain, Ensemble Asko-Schönberg et MusikFabrik.
Ses œuvres sont données et diffusée dans plusieurs festivals en Europe et au Japon, tels que Festival Présences de Radio France, Ultraschall Festival à Berlin, Festival Ultima Oslo, Biennale Musique en scène à Lyon, Concert Multiphonies de l´Ina GRM, Musica à Strasbourg, Rai Nuova Musica, Der Sommer Festival in Stuttgart, Ensemble Europe de Westdeutsche Rundfunk (WDR), Forum Neue Musik de Hessische Rundfunk (Hr), Achtbücken Festival à Cologne et Festival Essen Now !

## Caractéristiques musicales
La tradition japonaise constitue la culture générale (comme la relation entre l'action et non-action) de Malika Kishino mais pas la tradition musicale - même dans les compositions où elle utilise le koto et d'autres instruments japonais traditionnels. Une grande partie des compositions de Kishino comprend l'utilisation de la musique électronique ou de méthodes électroniques en public. Cela peut être considéré d'une part comme une extension du moyen instrumental en vue de la transformation de timbres (entre électronique et acoustique) et d'autre part comme une recherche de nouveaux moyens d'expression.
La création d'un « organisme sonore » est la recommandation esthétique prédominante des compositions de Kishino, c'est-à-dire l'idée selon laquelle une composition dispose - comme toute vie organique - d'une période de développement, d'un moment propre et d'une forme caractéristique (= vie). Les développements musicaux sont moins affirmatifs d'un point de vue constructif et systématique que de puissantes forces musicales, chacune avec ses forces motrices inhérentes. L'élargissement du répertoire des techniques de jeu des instruments (souvent complété par des moyens électro-acoustiques) dans la plage dynamique multi-graduée compte parmi les caractéristiques de l'instrumentation de Malika Kishino. Même lorsqu'ils sont mis en avant lors de performance en solo à titre individuel, tous les instruments sont toujours liés à une ligne de développement.
Il n'est pas rare que Kishino utilise des métaphores et des transferts synesthétiques des domaines physiques, particulièrement optique-visuel - par exemple basés sur les réflexions de lumière ou autres phénomènes optiques - qui mettent l'accent sur l'approche globale de la physiologie de la perception de la compositrice

## Œuvres

### Musique vocale
- 2000 : Satsuki (mai)  pour chœur mixte, deux trompettes, trombone et deux percussionnistes sur un poème de Saisei Murō.
- 2003 : Battement pour baryton et piano d'après un poème de Jacques Roubaud.
- 2005 : Lo mes d’abrièu s’es en anat (Avril est parti) (2005) pour douze voix de femmes, chœur d'enfants et sons électroniques. D'après une chanson folklorique de l'Ardèche.
- 2009 : Hila – Hila to… pour contre-ténor et sept musiciens d'après un haiku de Shiki Masaoka.
- 2011 : Prayer / Inori pour chœur a capella d'après un poème de Rabindranath Tagore.
- 2012 : Miraiken kara (De sphère du futur)  pour chant noh et alto flûte d'après un poème de Kenji Miyazawa.
- 2012 : Dialogue Invisible 9 voix de femmes a capella d'après d'après un texte de Florence Delay.

### Musique instrumentale
- 1997 : Danse automnale de feuilles vermeilles (1997) pour piano
- 1998/1999 : Épure pour quatuor à cordes
- 2001 : Astral pour flûte, guitare, piano, violon et violoncelle
- 2001/2002 : Du Firmament pour orchestre
- 2002 : Scintillation (2002) pour piano et clavecin d'après quatre haiku de Shiki Masaoka.
- 2002/2003 : Danse du Zéphyr pour 17 musiciens
- 2003 : Épanouissement pour violoncelle
- 2004 : Épanouissement II pour flûte et harpe
- 2006 : Himmelsleiter pour flûte alto, clarinette basse, trompette, piano, violon et violoncelle
- 2006 : Seventeen Steps pour flûte alto, violon, koto basse et piano
- 2006 : Koi Hanètè... pour piano d'après un haiku de Shiki Masaoka.
- 2006 : Himmelwärts I / Vers le ciel  pour flûte, percussion, violon, alto et violoncelle
- 2007 : Himmelwärts II / Vers Le Ciel II pour flûte, percussions et seize cordes
- 2007 : Erwachen pour flûte à bec basse, koto basse et percussion
- 2007 : Halo pour deux clarinettes
- 2008 : Fluxus ac Refluxus pour orchestre, réparti en 7 groupes
- 2008 : Erwachen II pour flûte basse, koto basse et percussion
- 2010 : Vague des passions pour  marimbaphone et vibraphone
- 2010 : Aqua Vitae II pour alto flûte, clarinette basse, percussion, violon, violonvelle
- 2010 : Sensitive Chaos  pour e-guitare, trompette, trombone, 2 percussions, piano et violoncelle
- 2011 : Monochromer Garten pour accordéon et violoncelle
- 2011 : Monochromer Garten II pour clarinette basse, saxophone barytone et trombone
- 2011 : Monochromer Garten III pour Timbale solo
- 2012 : Monochromer Garten IV pour koto à 30 cordes
- 2012 : Monochromer Garten V pour koto
- 2013 : Concerto pour koto et orchestre
- 2013 : Zur Tiefe pour orchestre
- 2013 : Lamento ~based on a folk song from Fukushima ~   pour deux violons
- 2014 : Lamento II  ~based on a folk song from Fukushima ~  pour violon et alto
- 2014 : Stratus-Altocumulus-Cirrus pour 9 musiciens divisées en 3 groupes
- 2015 : Monochromer Garten VI pour alto
- 2015 : Heliodor pour trombone et grand ensemble
- 2015 : Chant pour chœur et orchestre
- 2015 : Monochromer Garten VII pour flûte à bec et percussion

### CycleMonochromer Garten
- 2011 : Monochromer Garten pour accordéon et violoncelle
- 2011 : Monochromer Garten II pour clarinette basse, saxophone barytone et trombone
- 2011 : Monochromer Garten III pour Timbale solo
- 2012 : Monochromer Garten IV pour koto à 30 cordes
- 2012 : Monochromer Garten V pour koto
- 2015 : Monochromer Garten VI pour alto
- 2015 : Monochromer Garten VII pour flûte à bec et percussion

### Musique instrumentale avec électronique
- 2002 : Irisation Aquatique pour clarinette basse, piano, violoncelle et sons électroniques
- 2005 : Éclosion pour harpe et dispositif électronique avec diffusion 9 canaux
- 2007 : Abstentia pour danseurs et électronique
- 2007 : Lebensfunke pour grosse caisse et électronique
- 2007/2008 : Rayons Crépusculaires (2007-08) pour grosse caisse, grand ensemble en trois groupes et dispositif électronique avec diffusion 8 canaux
- 2008 : Aqua vitae pour deux pianos, deux batteurs (à eau) et dispositif électronique avec diffusion 8 canaux
- 2009 : Qualia pour koto basse et dispositif électronique avec diffusion 10 canaux
- 2009 : Lebensfunke II pour grosse caisse et dispositif électronique avec diffusion 8 canaux

## Source de la traduction
- (de) Cet article est partiellement ou en totalité issu de l’article de Wikipédia en allemand intitulé « Malika Kishino » (voir la liste des auteurs).